# قلعة نو (معصومية)
قلعة نو (بالفارسية: قلعه نو) هي قرية تقع في إيران في قسم معصومیة الريفي. يقدر عدد سكانها بـ 746 نسمة بحسب إحصاء 2016.